# Eugeniusz Dębiński-Kaczkowski
Eugeniusz Dębiński-Kaczkowski (ur. ok. 1820 w Krakowie, zm. 21 stycznia 1887 w Paryżu) – agent wojskowy Rządu Narodowego w powstaniu styczniowym 1863–1864.
Od 1825 przebywał w Królestwie Polskim. Na Uniwersytecie Moskiewskim uzyskał stopień prowizora aptekarskiego. Ok. 1850 wstąpił do szkoły artyleryjsko-inżynieryjnej w Metzu. W 1854 wstąpił do wojska francuskiego, gdzie dosłużył się stopnia kapitana artylerii. W 1859 powrócił do Warszawy. 
Pod koniec stycznia 1863 został członkiem kierowanej przez Stefana Bobrowskiego Komisji Wykonawczej Rządu Narodowego. 10 lutego mianowany pomocnikiem głównego dyrektora Komisji Wojny gen. Józefa Wysockiego. W listopadzie 1863 udał się za granicę. W Wiedniu oglądał broń przeznaczoną dla oddziałów powstańczych, w Wielkiej Brytanii zwiedzał zakłady produkujące działa, w Paryżu miał dopilnować wydawanie druków wojskowych. Osiadł w stolicy Francji, gdzie w stopniu pułkownika artylerii został agentem wojskowym powstania poza granicami kraju. Zarządzał tam sprawami zakupu broni dla armii powstańczej, zajmował się organizacją marynarki wojennej. Zmarł w Domu św. Kazimierza.